# 白莲坡镇
白莲坡镇（原找郢乡），是中华人民共和国安徽省蚌埠市怀远县下辖的一个乡镇级行政单位。

## 行政区划
白莲坡镇下辖以下地区：
白莲坡村、杨圩村、上桥村、汪圩村、赵拐村、新庄村、前嘴村、唐庙村、吴桥村、饶郢村、管庄村、叶湖村、老圩村、草庙村、丁淮村、廖巷村、钱巷村、胡町村、瓦房村、大朱村、双庙村、邵王村、姚山村和茆塘村。